# 皮はぎあきちゃん
皮はぎあきちゃんは、都市伝説の一つ。

## 概要
疣だらけの顔がコンプレックスであったあきちゃんという少女が疣を無くすために顔の皮を剃刀で剥いだことが原因で死亡したという話を聞くと、その日の夜にあきちゃんが顔の皮を剥ぎにやってくるという。その時は「私はあなたよりも、もっと醜いです」と言って目を瞑りながら手を合わせれば助かるとされる。
漢字表記については『日本のおかしな現代妖怪図鑑』の中国語版『日本靈異新發現！現代妖怪圖鑑』で亜紀（亞紀）と表記されている。